# اندی موراهان
اندی موراهان (انگلیسی: Andy Morahan؛ زادهٔ ۲۵ ژوئیهٔ ۱۹۵۸) یک کارگردان فیلم و کارگردان نماهنگ اهل بریتانیا است. وی از سال ۱۹۸۰ میلادی تاکنون مشغول فعالیت بوده‌است.
از جمله کارهای او می‌توان به کارگردانی نماهنگ‌های آخرین کریسمس و دلت کجا رفت؟ اشاره کرد.